# Andrea Carnevale
Andrea Alessandro Carnevale (* 12. Januar 1961 in Monte San Biagio) ist ein ehemaliger italienischer Fußballspieler.

## Karriere
Der wuchtige Mittelstürmer Andrea Carnevale begann seine Profikarriere bei diversen unterklassigen Vereinen in Italien Anfang der 1980er Jahre. Erst mit seinem Wechsel 1984 zu Udinese Calcio schaffte er seinen Durchbruch in der Serie A. Von 1986 bis 1990 spielte Carnevale mit Diego Maradona beim SSC Neapel, wo er seine größten Erfolge feierte und italienischer Nationalspieler wurde. 1989 gewann er mit Napoli den UEFA-Pokal im Finale gegen den VfB Stuttgart. Zu Beginn der Fußball-Weltmeisterschaft 1990 schien er als Sturmpartner von Gianluca Vialli im Angriff der Italiener gesetzt zu sein. Als er jedoch in zwei Vorrundenspielen jeweils gegen Salvatore Schillaci ausgewechselt worden war, kam er in den weiteren Spielen nicht mehr zum Einsatz. Schillaci war der neue Held der Italiener und wurde Torschützenkönig der WM. Nach der WM wechselte Andrea Carnevale zum AS Rom, wo er zu Saisonbeginn wie sein Mannschaftskamerad Angelo Peruzzi positiv auf Phentermin getestet und wegen Dopings für ein Jahr gesperrt wurde. Von 1993 bis 1996 ließ er im Wechsel bei den Vereinen Udinese Calcio und Pescara Calcio seine Karriere ausklingen.
Seit 2010 arbeitet er als Chefscout für seinen ehemaligen Verein Udinese Calcio. 